# Geraldine Pratt
Geraldine Pratt, dite aussi Gerry Pratt, née en 1955, est une géographe et professeure des universités canadienne. Ses recherches s'inscrivent dans les champs de la géographie féministe, économique et du travail.

## Biographie
Geraldine Pratt obtient un bachelor of science en psychologie en 1977, un master of arts en géographie à l'université de la Colombie britannique en 1980 et un doctorat de géographie à l'université de la Colombie britannique en 1984.

## Travaux scientifiques

### Géographie du genre
À partir de 1988, Geraldine Pratt coécrit différents travaux avec Susan Hanson portant sur la ségrégation professionnelle, les liens entre la famille et le travail, et la géographie intra-urbaine des classes sociales. Ces travaux s'appuient sur une enquête menée à Worcester au Massachusetts. Ils sont publiés dans le livre Gender, Work and space. Cet ouvrage est une référence incontournable dans le domaine des études sur le genre et le milieu de travail.
En 1989, Geraldine Pratt participe à un numéro spécial de la revue Espace, Populations, Sociétés dirigé par Jacqueline Coutras et Jeanne Fagnani sur le thème « Sexe et espace ». Des textes d’auteures nord-américaines et espagnoles comme Damaris Rose et Maria Dolores Garcia Ramon y sont aussi publiés. Pour Claire Hancock, ce numéro fait partie des prémices de la géographie du genre en France.

### Travaux sur les travailleuses philippines
Geraldine Pratt mène des recherches de long terme au Centre des femmes des Philippines de Vancouver où elle s'engage à partir de 1995,. Elle travaille à partir des récits de travailleuses domestiques philippines qui fréquentent ce centre. Elle collabore avec ce centre pour diverses actions et recherches réalisées conjointement. Ce travail donne notamment lieu à la publication du livre Working Feminism.
Elle montre que les nannies philippines au Canada sont confrontées à des problèmes liés à l'immigration, à de l'exploitation, à une absence de vie privée et à des abus sexuels. Dans le cadre du « Programme des aides familiaux résidants » canadien, les travailleuses philippines doivent travailler dans la maison de leurs employeurs ce qui les soumet à de nombreuses contraintes. Malgré leur qualification, leur travail est dévalorisé par des processus de racialisation et relations coloniales et néo-coloniales impliquant les Philippines. 
Par ces travaux elle réfléchit à la façon de surmonter les différences culturelles dans les recherches féministes. Au niveau théorique, son approche féministe articule économique politique et théorie post-structurelle. Elle montre l'intérêt des analyses de classe et de discours.
En 2015 elle obtient une chaire sur le travail transnational et précaire pour étudier les différentes facettes de la relation entre le Canada et les Philippines à travers les programmes qui permettent aux Philippines et Philippins de venir au Canada pour un travail temporaire et des initiatives pour attirer les Canadiennes et Canadiens aux Philippines. 

### SIG féministes
Elle fait partie avec Nadine Schuurman, Mei-Po Kwan et Sara McLafferty des chercheuses qui défendent la possibilité d’un usage critique des SIG, notamment féministe.

## Responsabilités scientifiques
Depuis 1993, Geraldine Pratt rédactrice en chef de la revue Environment and Planning D: Society and Space. Elle participe au lancement de la revue Gender, Place & Culture (en) en 1994. Elle est co-éditrice de deux Dictionary of Human Geography.

## Distinctions et bourses
- 2006 : Prix pour distinction universitaire en géographie de l'Association Canadienne des Géographes pour sa contribution à la géographie générale et au développement de la géographie féministe en Amérique du Nord[2].
- 2007 : Killam Graduate Mentoring Award[9].
- 2010 : Sam Black Award for Education and Development in the Visual and Performing Arts
- 2011 : Fellow, Royal Society of Canada
- 2014 : Doctor philosophiae honoris causa de l'université d'Oslo[10].
- 2017, renouvelée en 2022 : Chaire de recherche du Canada sur l’économie des soins et le travail mondial pour une recherche sur la prestation de soins à l’étranger et de l’immigration au Canada de travailleurs peu qualifiés[11].
- 2018 : Prix Jacob Biely de la recherche de l'université de la Colombie britannique[12],[13].
- 2023 : Distinguished Scholarship Honors de l'American Association of Geographers pour ses contributions aux champs de la géographie féministe et de la géographie économique et du travail[8].